# Callan Pinckney
Callan Pinckney (eigentlich: Barbara Biffinger Pfeiffer Pinckney, * 26. September 1939 in Savannah, Georgia, USA; † 1. März 2012 ebenda) war eine US-amerikanische Fitnessexpertin, die die Callanetics-Übungen entwickelte und populär machte. Sie ist Nachfahrin berühmter US-amerikanischer Politiker.
Pinckneys neun Bücher wurden zu internationalen Bestsellern, und die darauf folgende Videoserie verkaufte sich über 6 Millionen Mal. Pinckneys erstes Video, „Callanetics: 10 Years Younger In 10 Hours“, verkaufte sich besser als jedes andere Fitnessvideo in den USA. Innerhalb von drei Jahren wurde es zum meistverkauften Fitnessvideo aller Zeiten.

## Callanetics
Callanetics ist ein von Callan Pinckney in den frühen 1980er Jahren entworfenes Gymnastik-Programm. Dieser Trend erreichte zu Beginn der 90er Jahre Deutschland.
Durch sanfte, wiederholte Bewegungen sollen die Muskeln gestärkt und der gesamte Körper gestrafft werden, ohne Muskelpakete aufzubauen oder die Wirbelsäule zu belasten. Pinckney beabsichtigt mit den Übungen ein effektives Muskeltraining mit entspannenden Bewegungen und Übungen. So soll in wenigen Tagen ein straffer Po, schlanke Beine und ein flacher Bauch erreicht werden. Dies ist laut Sylke Opper zwar „stark übertrieben“, allerdings seien die Übungen gut geeignet, um die Muskulatur zu kräftigen und die Haltung zu verbessern.
Die Amerikanerin entwickelte eine eigene Form der Gymnastik, basierend auf ihrer Ballettausbildung. Es sollen bestimmte Muskelgruppen gestärkt werden, ohne den Rücken zu belasten, indem die Körperhaltung geringfügig verändert und präzise sowie in gemächlicher Ausführung Bewegungen vollzogen werden.

## Offizielle Callanetics Bücher
| Jahr | Titel                                     | Verlag                                 | Veröffentlichung | ISBN                   |
| ---- | ----------------------------------------- | -------------------------------------- | ---------------- | ---------------------- |
| 1984 | Callanetics: 10 Years Younger In 10 Hours | William Morrow                         | 14. Sep. 1984    | ISBN 978-0688037871    |
| 1987 | Callanetics: 10 Years Younger In 10 Hours | Warner Audio Books - Cassette          | 12. Mai 1987     | ISBN 978-0-380-70261-9 |
| 1988 | Callanetics For Your Back                 | William Morrow                         | 2. Sep. 1988     | ISBN 978-0688074746    |
| 1989 | Callanetics For Your Back                 | Simon & Schuster Audio Book - Cassette | 3. März 1989     | ISBN 978-0380705061    |
| 1990 | Callanetics Countdown                     | Century                                | 15. März 1990    | ISBN 978-0394586137    |
| 1991 | Super Callanetics                         | Ebury                                  | 21. März 1991    | ISBN 978-3576101418    |
| 1992 | Quick Callanetics: Stomach                | Vermilion                              | 4. Feb. 1992     | ISBN 978-0091752804    |
| 1993 | Quick Callanetics: Stomach                | Random House Audio Books - Cassette    | 26. Feb. 1993    | ISBN 978-1-85686-148-9 |
| 1992 | Quick Callanetics: Legs                   | Vermilion                              | 4. Feb. 1992     | ISBN 978-0091752859    |
| 1993 | Quick Callanetics: Legs                   | Random House Audio Books - Cassette    | 26. Feb. 1993    | ISBN 978-1856861496    |
| 1992 | Quick Callanetics: Hips and Behind        | Vermilion                              | 4. Feb. 1992     | ISBN 978-0091752842    |
| 1993 | Quick Callanetics: Hips and Behind        | Random House Audio Books - Cassette    | 26. Feb. 1993    |                        |
| 1993 | AM/PM Callanetics                         | Random House                           | 8. Apr. 1993     | ISBN 978-1-06-861748-5 |
| 1993 | Complete Callanetics                      | Ebury Press                            | 1. Apr. 1993     | ISBN 978-0-09-178076-0 |
| 1995 | Callanetics: Fit Forever                  | G.P. Putnam and Sons                   | 18. Jan. 1996    | ISBN 978-0-09-180941-6 |
| 1996 | New Callanetics. Die neue Methode         | Berlin : Ullstein                      | 1996             | ISBN 978-3550088018    |
| 2013 | Callanetics: 10 Years Younger In 10 Hours | Random House UK (Neuauflage)           | 26. Aug. 2013    | ISBN 978-0-09-959062-0 |
| 2013 | AM/PM Callanetics                         | Random House UK (Neuauflage)           | 30. Sep. 2013    | ISBN 978-0-09-959059-0 |
| 2013 | Quick Callanetics - Legs                  | Random House UK (Neuauflage)           | 29. Nov. 2013    | ISBN 978-0-09-195484-0 |
| 2013 | Quick Callanetics - Hips & Behind         | Random House UK (Neuauflage)           | 29. Nov. 2013    | ISBN 978-0-09-195483-3 |
| 2013 | Quick Callanetics - Stomach               | Random House UK (Neuauflage)           | 29. Nov. 2013    | ISBN 978-0-09-195482-6 |
| 2013 | Callanetics: Fit Forever                  | Random House UK (Neuauflage)           | 29. Nov. 2013    | ISBN 978-0-09-195481-9 |
| 2013 | Callanetics Countdown                     | Random House UK (Neuauflage)           | 29. Nov. 2013    | ISBN 978-0-09-959063-7 |
| 2014 | Super Callanetics                         | Random House UK (Neuauflage)           | 22. Sep. 2014    | ISBN 978-1-78475-051-0 |
| 2014 | Complete Callanetics                      | Random House UK (Neuauflage)           | 31. Dez. 2014    | ISBN 978-0-09-196042-1 |

## Offizielle Callanetics Videos
| Jahr | Titel                                     | Format      | Studio                                       | Veröffentlichung | Katalog Nummer        |
| ---- | ----------------------------------------- | ----------- | -------------------------------------------- | ---------------- | --------------------- |
| 1986 | Callanetics: 10 Years Younger In 10 Hours | VHS/Betamax | MCA                                          | 4. Nov. 1986     | 80429 / BTA80429      |
| 1993 | Callanetics: 10 Years Younger In 10 Hours | LaserDisc   | MCA Universal                                | 27. Jan. 1993    | 40429                 |
| 1988 | Super Callanetics                         | VHS/Betamax | MCA Universal                                | 6. Okt. 1988     | 80809 / BTA80809      |
| 1989 | Beginning Callanetics                     | VHS/Betamax | MCA Universal                                | 5. Okt. 1989     | 80892 / BTA80892      |
| 1991 | Quick Callanetics: Stomach                | VHS         | MCA Universal                                | 3. Okt. 1991     | 81062                 |
| 1991 | Quick Callanetics: Legs                   | VHS         | MCA Universal                                | 3. Okt. 1991     | 81061                 |
| 1991 | Quick Callanetics: Hips and Behind        | VHS         | MCA Universal                                | 3. Okt. 1991     | 81063                 |
| 1992 | AM/PM Callanetics                         | VHS         | MCA Universal                                | 22. Okt. 1992    | 81258                 |
| 1994 | The Secrets Of Callanetics                | VHS         | MCA Universal                                | Dez. 1994        | 81868                 |
| 2013 | Callanetics: 10 Years Younger In 10 Hours | DVD         | Callan Productions Corp (Neuauflage als DVD) | 15. März 2013    | CAL01 / 0091037137319 |
| 2013 | Super Callanetics                         | DVD         | Callan Productions Corp (Neuauflage als DVD) | 15. März 2013    | CAL02 / 0091037137326 |
| 2013 | Beginning Callanetics                     | DVD         | Callan Productions Corp (Neuauflage als DVD) | 15. März 2013    | CAL03 / 0091037137333 |
| 2013 | Quick Callanetics                         | DVD         | Callan Productions Corp (Neuauflage als DVD) | 15. März 2013    | CAL04 / 0091037553546 |
| 2013 | AM/PM Callanetics                         | DVD         | Callan Productions Corp (Neuauflage als DVD) | 15. März 2013    | CAL05 / 0091037137357 |
| 2013 | The Secrets Of Callanetics                | DVD         | Callan Productions Corp (Neuauflage als DVD) | 15. März 2013    | CAL06 / 0091037137364 |
| 2016 | Pure Callanetics                          | DVD         | Callan Productions Corp                      | 16. Aug. 2016    | CAL08A / 602573090152 |
| 2016 | Callanetics Extreme                       | DVD         | Callan Productions Corp                      | 16. Aug. 2016    | CAL09A / 602573090169 |
| 2016 | Callanetics Countdown                     | DVD         | BayView Entertainment                        | 27. Dez. 2016    | BAY2224               |
| 2017 | Callanetics Wake Up/Wind Down             | DVD         | Bayview Entertainment                        | 7. März 2017     | BAY2234               |
| 2017 | Callanetics Express                       | DVD         | Bayview Entertainment                        | 28. März 2017    | BAY2233               |
| 2017 | Callanetics Basics                        | DVD         | Bayview Entertainment                        | 28. März 2017    | BAY2232               |